# Сестри Бисерови
Сестри Бисерови са трио, което изпълнява фолклорни песни предимно от Пиринския край на характерния пирински двуглас. Родени са в село Пирин, община Сандански, област Благоевград.
 Сестрите Любимка, Неда и Митра правят официалният си дебют през 1978 на XI Световен фестивал в Куба, където взимат първа награда в съревнованието.
 През 1980 година Любимка и Митра са приети с конкурс в ДАНПТ „Филип Кутев“, лично избрани от основателя му Филип Кутев. По същото време Неда пее в ансамбъл „Гоце Делчев“, а към ДАНПТ се присъединява по-късно.
 Първата им грамофонна плоча е издадена през 1979 година, записана в звукозаписно студио Балкантон.
От 1978 година нататък, Сестри Бисерови започват активна концертна дейност в България и по света:
През 1996 г. Сестри Бисерови разширяват официално триото, като включват и децата си в сценичните изяви. Първият официален дебют като фамилна музикална група правят в Копенхаген, Дания. Тогава се присъединяват Вера и Росица, дъщери на Митра Бисерова. Синовете на Любимка – Росен и Манол, са музиканти и активно взимат участие в концертната дейност.
През 1998 г. са удостоени със Сребърна лира от СБМТД по случай 20 години трио Сестри Бисерови. Вицепрезидентът на Република България – Тодор Кавалджиев, ги поздравява с телеграма по време на юбилейния им концерт.
През 2003 г. получават и наградата Златна Лира от СБМТД по случай 25 години сценичи изяви.

## Дискография
- 1979 Дългосвиреща плоча, Балкантон BHA 10334: Сестри Бисерови „Пирински народни песни“
- 1981 Аудио касета, Балкантон BKMC7300: Сестри Бисерови
- 1984 Дългосвиреща плоча, Балкантон: Сестри Бисерови „Народни песни от Пирин“
- 1986 Дългосвиреща плоча, Балкантон BHA 11383: Сестри Бисерови и Тракийската тройка
- 1990 CD, PARADOX, PAN Records: „Music from the Pirin mountains“
- 1991 CD, Studio Alpha, Tokyo, JAPAN: Bisserov Sisters and Nadka Karadjova „Bulgarian polyphony“ (III)
- 1991 CD, ACTION RESEARCH Co., Ltd. TOKYO, JAPAN: The Bisserov Sisters „Folk Chorus From Bulgaria, Pirin Region“
- 1994 CD, The Bisserov Sisters: The Hits of The Bisserov Sisters /Vol. 1/
- 1991 – 1995 Аудио касета, Сестри Бисерови: „Славеите от Пирин“ I
- 1991 – 1995 Аудио касета, Сестри Бисерови: „Славеите от Пирин“ II
- 1995 CD, PARADOX, PAN Records: Sestri Bisserovi „Pirin wedding and ritual songs“
- 1996 Аудио касета, Сестри Бисерови: Сестри Бисерови и Яшар „Дилото“ III
- 1998 CD, Сестри Бисерови: „От корените към върха“
- 2000 CD, PARADOX, PAN Records: Bisserov Sisters „Three generations“
- 2002 CD Сестри Бисерови: „Любимите македонски песни“
- 2003 CD, VVD Ruychev: Сестри Бисерови и фамилия „25 години“
- 2013 CD, Сестри Бисерови Фамилия: „Македонска музика за танци и веселби“
- 2015 CD, Сестри Бисерови Фамилия: „Песни за пиринските момичета“